# Ilokelesia
Ilokelesia is een middelgrote vleesetende dinosauriër behorend tot de Abelisauria. Hij leefde in het begin van het Laat-Krijt (Cenomanien/Turonien) in Argentinië, tussen ongeveer 99,7 en 89,3 miljoen jaar geleden.

## Vondst en naamgeving
Resten van Theropoda, later beschreven als Ilokelesia, werden voor het eerst in 1991 gerapporteerd door Coria et al. In de Huincul-formatie, Cenomanien/Turonien van de Rio Limay Subgroup (provincie Neuquén), werd een fragmentarisch, maar niettemin identificeerbaar specimen aangetroffen te Aguada Grande, op  vijftien kilometer ten zuiden van de stad Plaza Huincul.
Het holotype van Ilokelesia aguadagrandensis Coria & Salgado, 2000 (PVPH-35) bestaat uit een fragmentarische schedel en onvolledige postcraniale beenderen (beenderen achter de schedel gelegen); een rechterpostorbitaal, een rechtervierkantsbeen, een occipitale condylus, de onvolledige derde (?) halswervel, de vierde (?) halswervel, de achterste ruggenwervel, vijf middelste staartwervels in anatomisch verband, drie fragmentarische halsribben, acht vooraan gelegen h(a)emale bogen, acht pre-unguale teenkootjes, en twee unguale teenkootjes.
Het artikel waarin de soort door Rodolfo Anibal Coria en Leonardo Salgado benoemd werd, werd gepubliceerd in het decembernummer van de jaargang 1998 van het blad GAIA. Dit verscheen echter pas feitelijk in oktober 2000 zodat dit het officiële jaar van benoeming is. Ondertussen was de naam al eerder in druk verschenen, als een ongeldig nomen nudum. De soortnaam "Ilokelesia aguadagrandensis" werd afgeleid uit de taal van de Mapuche. "Ilo" betekent "vlees" en "kelesio" betekent "hagedis". De geslachtsnaam betekent dus "vleesetende hagedis". De soortaanduiding "aguadagrandensis" betekent "uit Aguada Grande". Het ~ensis in de naam is een Latijnse suffix die van een woord een bijvoeglijk naamwoord van plaats maakt. Ilokelesia aguadagrandensis betekent dus "vleesetende hagedis uit Aguada Grande".

## Geologie
De Huincul-formatie, waarin het holotype van Ilokelesia aguadagrandensis gevonden werd, dagzoomt in de Argentijnse provincies Neuquén en Rio Negro. Het is de tweede formatie van de Rio Limay Subgroup. De typelocatie ligt nabij de stad Plaza Huincul. De Huincul-formatie bedekt de Candeleros-formatie en wordt op haar beurt bedekt door de Lisandro-formatie. Ze werd gevormd in een droge omgeving waarin enkel tijdelijke of seizoensgebonden stromen voorkwamen. De Huincul-formatie is in sommige locaties tot 250 meter dik en  is voornamelijk uit gele en groene zandsteen samengesteld, waardoor ze duidelijk van de anderskleurige Lisandro- en Candeleros-formaties kan onderscheiden worden.

## Beschrijving
Ilokelesia aguadagrandensis wordt door de volgende autapomorfiën gekenmerkt: 1) de laterale condylus van het vierkantsbeen is sterk gereduceerd en de achterste rand van het postorbitale gewrichtsoppervlak wordt volledig door de middelste condylus gevormd, 2) de laminae van de diapofysen en postzygapofysen van de halswervels zijn zeer sterk gereduceerd, 3) de laminae onder de parapofysen van de achterste ruggenwervels zijn ventraal hol, 4) de ruggenwervels hebben geen pleurocoelen, 5) de wervels in het middelste derde deel van de staart hebben distaal verbrede zijwaartse uitsteeksels die naar voren en naar achteren uitstekende uitwassen hebben, 6) de achterste rand van de zijwaartse uitsteeksels van de staartwervels is in het midden ietwat hol.
Met een geschatte lichaamslengte van 5,3 meter is Ilokelesia een middelgrote theropode.

### Schedel

#### Postorbitaal been
Een bijna volledig postorbitaal been werd gepreserveerd. Het postorbitaal been bevindt zich direct achter de oogkas. Bij Ilokelesia is het T-vormig en heeft een lang en stevig jugaal uitsteeksel. Dit uitsteeksel verloopt verticaal, is driehoekig in doorsnede en heeft een afgeplat laterodorsaal uiteinde. Het staat onder een rechte hoek ten opzichte van het horizontale gedeelte van het postorbitaal been. Het jugale uitsteeksel vertoont een zwakke sutuur met het jukbeen en heeft op de bovenkant bekeken matige verruwingen. In zijaanzicht (lateraal) heeft het dorsale gedeelte van het postorbitaal been een wenkbrauwachtig supraorbitaal uitsteeksel, zoals bij Abelisaurus (MPCA-11098) en Giganotosaurus (MUCPv-CH-1).
Het uitsteeksel van het traanbeen is dik. Op het midden bekeken is een gewrichtsvlak voor articulatie met het wiggenbeen zichtbaar. In zijaanzicht vertoont het horizontaal deel van het postorbitaal been een dorsale naaf waarvan de top zich boven het uiteinde van het opgaande uitsteeksel van het jukbeen bevindt. Distaal ligt de dorsale rand van het uitsteeksel van het traanbeen bijna horizontaal. Zoals bij Giganotosaurus, Abelisaurus, Carnotaurus en Tyrannosaurus is bij Ilokelesia aguadagrandensis een inwendig orbitaal uitsteeksel aanwezig, dat dus in de oogkas uitsteekt. Het bevindt zich onder het middelpunt van de bovenzijde van het jugale uitsteeksel, is licht opwaarts gebogen en reikt niet tot het uiteinde van het jugale uitsteeksel. Het lateraal oppervlak hiervan is proximaal plat en breed en het distale uiteinde heeft de vorm van een stok. Het achterste einde van het jugale uitsteeksel heeft een brede lengtegroef.

#### Vierkantsbeen
Van het rechtervierkantsbeen zijn twee afzonderlijke delen bewaard gebleven. Het bovenste deel bevat de condylus voor de articulatie met het squamosum. Het bovenste oppervlak is overdwars hol (concaaf). Het middelste uitsteeksel dat met het pterygoid scharniert, is niet bewaard gebleven. Van de buitenste (laterale) lamina (beenplaat) is enkel de bovenkant gepreserveerd. In achteraanzicht helt de bovenste condylus naar het squamosum, de "kop" van het vierkantsbeen, schuin naar buiten en naar boven. Het onderste gedeelte van het vierkantsbeen omvat het gewricht tussen de schedel en de onderkaak. De middelste rand van het vierkantsbeen is heel uitgehold en de buitenste rand is gebroken. 2,5 cm boven de buitenste condylus bevindt zich een opvallend uitsteeksel.

### Axiaal skelet

#### Halswervels
Er zijn twee halswervels bewaard gebleven, vermoedelijk de derde en vermoedelijk de vierde. Van de derde halswervel is enkel de rechterhelft bekend. De wervelboog is relatief lang en laag. De wervelboog is het bovenste (dorsale) deel van een wervel. Het is een kraakbenige of, in dit geval, benige boog die het ruggenmerg omsluit. In zijaanzicht zijn onder de zijuitsteeksels grote pneumatische openingen (foramina) zichtbaar. Dit zijn openingen in de wand van het been die dienen om luchtzakken in de inwendige holten van het been te leiden. Een goed ontwikkelde lamina verbindt het voorste gewrichtsuitsteeksel met de epipofyse die de laterale en dorsale gebieden van de wervelboog duidelijk van elkaar scheidt. De achterwaarts gerichte epipofyse is goed ontwikkeld en heeft bovenaan geen uitsteeksel. Het zijoppervlak van het wervellichaam heeft twee pleurocoelen.
De vierde halswervel is volledig. De wervelboog is tamelijk hoog en heeft een zijdelings afgeplat, tamelijk gereduceerd doornuitsteeksel dat toch het niveau van de epipofyse bereikt. Het doornuitsteeksel bevindt zich aan de top van de wervelboog en grenst aan het afgeplatte deel ervan. Bij veel dinosauriërs was de reeks doornuitsteeksels op de rug duidelijk zichtbaar. Zoals bij de derde halswervel zijn de epipofysen horizontaal schuin naar buiten en achteren gericht (posterolateraal) en hebben bovenaan geen uitsteeksels. In zijaanzicht is de lamina van het achterste gewrichtsuitsteeksel gereduceerd tot een lage richel. De buitenste rand van de voorste gewrichtsuitsteeksels is door een dunne lamina verbonden met de epipofysen. Deze lamina scheidt duidelijk de dorsale van de laterale wervelboogoppervlakken, zoals bij Carnotaurus en Noasaurus. Op de voorkant bekeken kan men onder het doornuitsteeksel een diepe uitholling bemerken. Op de achterkant bekeken bevindt zich boven de wervelboog een andere uitholling, maar deze is minder diep dan de uitholling aan de voorkant van de wervel. Aan weerskanten van de wervelboog liggen twee foramina. Het wervellichaam is vooraan bol en achteraan uitgehold (opisthocoel). Het is laag en zijdelings ietwat afgeplat. Onder de infradiapophysiale laminae bevinden zich pleurocoelen. Bij de wervelbogen van de halswervels van Ligabueino (MACN-N-42), Carnotaurus (MACN-CH-894), Noasaurus (PVL-4061) en Ceratosaurus is  het bovenste oppervlak van de diapofyse duidelijk van de achterkant gescheiden door een opvallende lamina die de diapofyse met de bovenste rand van het achterste gewrichtsuitsteeksel verbindt. Bij Ilokelesia vormt deze lamina slechts een lage rand. Bij Noasaurus en  Carnotaurus draagt de lamina van de diapopostzygapofyse bij tot de vorming van de bovengrens van een diepe uitholling. Bij Ilokelesia is dat niet het geval, omdat zulke uitholling bij dit genus ver achter de lamina gelegen is.
Er zijn drie fragmentarische halswervelribben bewaard gebleven. De kop van de rib (het capitulum) is goed ontwikkeld evenals het tuberculum. Onder het capitulum bevindt zich een opvallend, opwaarts gericht uitsteeksel dat door een dunne lamina met het capitulum verbonden is. De onderzijde van de schacht van de halswervelribben is vooraan vlak en breed. Ribbels over de onder- en bovenzijde van de schacht verbinden deze met het capitulum. De fragmentarische schachten zijn stokvormig en ietwat S-vormig. Dit laatste is waarschijnlijk het gevolg van vervorming post mortem door processen tijdens de fossilisatie.

#### Ruggenwervels
De enige ruggenwervel die bewaard bleef, is een wervel uit het achterste deel van de presacrale wervelkolom. Het doornuitsteeksel en het rechterdwarsuitsteeksel ontbreken. Zoals bij Carnotaurus (MACN-CH-894) en Ceratosaurus (USNM-4735) is van boven bekeken het uiteinde van het linkerdwarsuitsteeksel van boven naar achter verbreed. Het hypantrum is breed. In achteraanzicht zijn de gewrichtsoppervlakken van de achterste gewrichtsuitsteeksels medioventraal (van het midden naar de onderkant) georiënteerd. Het hyposfeen is diep en goed ontwikkeld. Het wervellichaam is laag en heeft holle gewrichtsoppervlakken die breder dan hoog lijken. De zijkanten van de ruggenwervel dragen duidelijke depressies juist onder de overgang van het wervellichaam naar de wervelboog, maar er zijn geen echte doorboorde pleurocoelen aanwezig. In onderaanzicht kan men vooraan op de wervel een zeer lage centrale kam bemerken. De ruggenwervels van Carnotaurus en andere Ceratosauria hebben opwaarts of zijdelings gerichte parapofysen. Bij Ilokelesia aguadagrandensis zijn de parapofysen neerwaarts gericht tot bijna het niveau van het ruggenwervelkanaal en is er een onderaan uitgeholde lamina aan de onderkant van de diapofyse aanwezig. Het ontbreken van pleurocoelen bij Ilokelesia is uniek ten opzichte van de meeste Theropoda waarvan de ruggenwervels bekend zijn, daar bij deze Theropoda een pleurocoel aan weerszijden van elk ruggenwervellichaam aanwezig is.

#### Staartwervels
Uit het laatste deel van de staart zijn vijf staartwervels in anatomisch verband bewaard gebleven. Ze hebben alle gereduceerde doornuitsteeksels die zijdelings samengedrukt zijn. De voorste gewrichtsuitsteeksels zijn verlengd en hun gewrichtsoppervlakken lopen schuin naar binnen af. De achterste gewrichtsuitsteeksels zijn klein. De zijuitsteeksels staan loodrecht op de dorsoventrale (vertikale) as van de staartwervels en bevinden zich ietwat achter het middelpunt van het wervellichaam. Zoals bij Carnotaurus zijn de uiteinden sterk verbreed en hebben bovenaan en achteraan uitsteeksels. Dit kenmerk is niet aanwezig bij meer basale Neoceratosauria zoals Ceratosaurus. De bovenkant van de wervelboog is breed. Het wordt verdeeld door een lage kam die de voorste rand van de wervelboog met de bovenaan gelegen kam van het doornuitsteeksel verbindt. Deze kam wordt als de prespinale lamina beschouwd. De eerste wervel heeft het langste wervellichaam van de vijf gepreserveerde staartwervels. De wervellichamen zijn voor en achter hol. De zijkanten hebben geen pleurocoelen. Over de volledige onderzijde van de reeks van vijf staartwervels loopt in de lengterichting een ondiepe groeve.
Er zijn drie bijna volledige bovenste hemaalbogen (chevrons) bewaard gebleven en grote delen van vijf onderste chevrons. Verhoudingsgewijs zijn ze lang en slank. De gewrichtsuiteinden zijn relatief breed en eindigen in een gewrichtsfacet (het contactoppervlak) dat het kanaal dat door de aaneengesloten chevrons gevormd wordt aan de bovenkant omsluit. De chevrons zijn licht naar achter gebogen. De voorste zijn slank, doch zijn relatief robuuster dan de meer naar achter gelegen chevrons. De overdwarse doorsnede van de chevronstekel is ietwat kleiner dan de overlangse doorsnede, maar de caudale stekels zijn opvallend zijdelings samengedrukt. De proximale uiteinden hebben twee naar boven gerichte uitsteeksels. De distale uiteinden zijn niet verbreed. Onderaan het kanaal dat door de aaneengesloten chevrons gevormd wordt loopt een ondiepe groeve langs de proximale helft van de chevronstekel.

### Bekkengordel en ledematen

#### Teenkootjes
Er bleven tien teenkootjes bewaard, waaronder twee ungualen (teenkootjes die een klauw vormen). De gewone teenkootjes hebben de typische morfologie van middelgrote en grote Theropoda met brede, uitgeholde proximale gewrichtsoppervlakken en goed ontwikkelde distale gewrichten. Het tweede teenkootje van de eerste teen is lang, asymmetrisch en ietwat zijdelings samengedrukt. Het tweede teenkootje van de tweede teen is korter en dikker dan het tweede teenkootje van de eerste teen. Het derde teenkootje van de eerste teen is het dikste van de teenkootjes die bewaard bleven. Het distale gewrichtsuiteinde heeft geen centrale groeve. Dit laatste kenmerk is een hulpmiddel om teenkootje drie van de tweede teen te identificeren, dat door dit kenmerk geen centrale kam op het proximale gewrichtsuiteinde heeft. Teenkootje vier van de derde teen is kort en dik en de lengte-as is iets langer dan de overdwarse as. Het vierde teenkootje van de vierde teen is klein en gelijkaardig aan het vierde teenkootje van de derde teen, alhoewel het veel korter is. De unguale teenkootjes (de klauwen) zijn onderaan hol en bovenaan bol en zijn eerder dik en asymmetrisch. Het proximale uiteinde is zwaar gebouwd en heeft bovenaan een achterwaarts gericht uitsteeksel. Het gewrichtsoppervlak wordt door een centrale kam opgedeeld. De middelste rand is bovenaan hol. Het midden van de klauw heeft een groeve die naar achteren gevorkt is. De zijkant van de klauw is vlakker en de onderkant is ietwat uitgehold. De klauwbasis heeft geen benige knobbel. Het distale uiteinde of de punt van de klauw, alhoewel spits, is relatief stomp.

## Fylogenie
Coria en Salgado vergeleken Ilokelesia aguadagrandensis met alle Abelisauria van Zuid-Amerika, met Ceratosaurus, Dilophosaurus en met de meer gespecialiseerde (hoger ontwikkelde) Coelophysidae, wegens hun nauwe verwantschap met de Abelisauria. Om de fylogenetische positie van Ilokelesia te bepalen werden zeven ceratosauride taxa uitgekozen. Kenmerken van de schedel en van het skelet, in totaal zesenveertig, werden samengebracht waarbij Herrerasauridae en Tetanurae als minder verwante outgroups gebruikt werden. Uit het kladogram dat door de analyse bekomen werd blijkt dat Ilokelesia de zustergroep is van Abelisauroidea, een klade die Abelisauridae en Noasauridae insluit. Ilokelesia vertegenwoordigt een basaal stadium in de evolutie van de klade Abelisauria wat door de morfologie van het postorbitaal been aangetoond wordt. Deze morfologie verschilt van die bij meer gespecialiseerde (hoger ontwikkelde) abelisauriden zoals Majungasaurus en Carnotaurus. Ilokelesia en Abelisauroidea hebben de volgende gemeenschappelijke synapomorfieën ; het postorbitaal been heeft een uitsteeksel binnen de oogkas, de buitenste condylus van het vierkantsbeen is gereduceerd, de vorm van het wervellichaam en van de wervelboog van de halswervels, de halswervelribben zijn achteraan vertakt en deze vertakkingen zijn breed en sterk afgeplat, de dwarsuitsteeksels van de staartwervels hebben overlangs verbrede distale uiteinden. Daarentegen heeft Ilokelesia ten opzichte van de Abelisauroidea de volgende plesiomorfieën : het jugale uitsteeksel van het postorbitaal been staat onder een rechte hoek met de horizontale tak van dit been, de doornuitsteeksels van de halswervels zijn goed ontwikkeld en de epipofysen van de halswervels hebben vooraan geen uitsteeksel. Novas stelde een kladogram op dat de verwantschappen binnen de klade Brachyrostra weergeeft :
|  | Carnotaurus |
|  |             |
|  | Aucasaurus  |
|  |             |

|  | Ilokelesia                                                          |
|  |                                                                     |
|  | \| \| Skorpiovenator \| \| \| \| \| \| Ekrixinatosaurus \| \| \| \| |
|  |                                                                     |
|  | Skorpiovenator                                                      |
|  |                                                                     |
|  | Ekrixinatosaurus                                                    |
|  |                                                                     |

|  | Skorpiovenator   |
|  |                  |
|  | Ekrixinatosaurus |
|  |                  |

|  | Carnotaurus |
|  |             |
|  | Aucasaurus  |
|  |             |

|  | Ilokelesia                                                          |
|  |                                                                     |
|  | \| \| Skorpiovenator \| \| \| \| \| \| Ekrixinatosaurus \| \| \| \| |
|  |                                                                     |
|  | Skorpiovenator                                                      |
|  |                                                                     |
|  | Ekrixinatosaurus                                                    |
|  |                                                                     |

|  | Skorpiovenator   |
|  |                  |
|  | Ekrixinatosaurus |
|  |                  |

## Paleo-ecologie
Tijd- en habitatgenoten van Ilokelesia zijn de andere Theropoda Skorpiovenator bustingorryi (net zoals Ilokelesia behorend tot de geslachtengroep Carnotaurini), de Carcharodontosauridae Mapusaurus roseae en Taurovenator violantei, de neovenatoride Gualicho shinyae en de megaraptoride Aoniraptor libertatem. Ook Sauropoda waren vertegenwoordigd ; de Titanosauriformes Argentinosaurus huinculensis (een van de grootste landdieren die ooit geleefd hebben) en Choconsaurus baileywillisi en de rebbachisauride sauropode Cathartesaura anaerobica. Ook meerdere genera ornithopode Dinosauria waren tijd- en habitatgenoten van Ilokelesia.